# Néstor Togneri
Néstor Togneri (27 de novembre de 1942 - 8 de desembre de 1999) fou un futbolista argentí.

## Selecció de l'Argentina
Va formar part de l'equip argentí a la Copa del Món de 1974.